# Celso Ayala
Celso Rafael Ayala Gavilán (Asunción, 1970. augusztus 20. –) paraguayi labdarúgóhátvéd.
A paraguayi válogatott színeiben részt vett az 1992. évi nyári olimpiai játékokon, az 1998-as és a 2002-es labdarúgó-világbajnokságon.